# Islámská republika

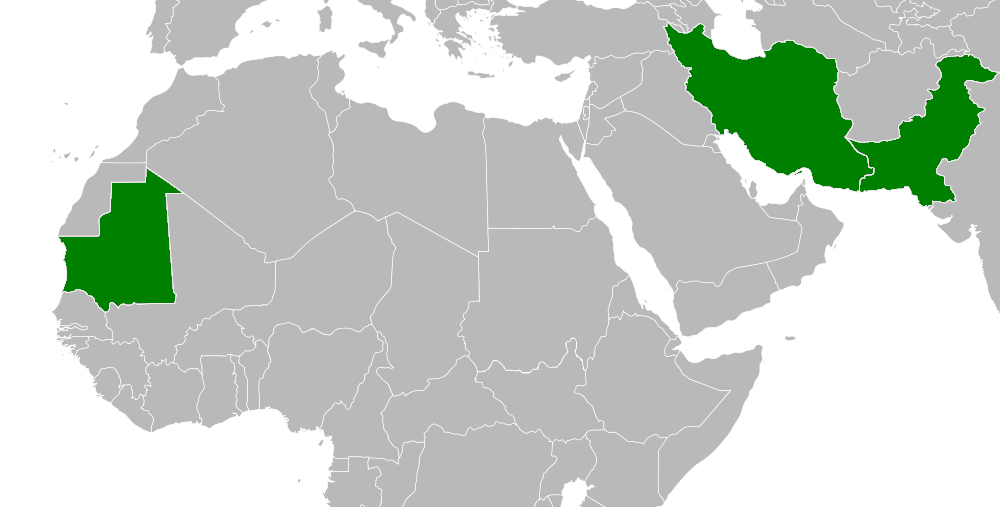
Islámské republiky označeny zeleně.

 Islámská republika je název státního zřízení v některých muslimských státech. Oficiálním náboženstvím v těchto státech je islám. Zákonodárství a způsob vládnutí nesmí odporovat islámskému právu – šaría.
Tyto státy samy sebe označují jako islámské republiky: 
- Írán (od Islámské revoluce)
- Afghánistán (od svržení Talibanu v roce 2001 do znovuuchopení moci Tálibanem v srpnu 2021)
- Mauritánie (od roku 1958)
- Súdán
- Komory
- Gambia
- Pákistán